# 박대연
박대연(1956년 3월 14일 ~ )은 대한민국의 시스템 소프트웨어 기업인 티맥스소프트의 창업주이자, 기술최고임원(CTO)이다. 2007년까지 한국과학기술원 부교수이었으나, 지금은 교수직을 그만두고 회사에서 연구면담에 전념하고 있다.

## 경력
- 1975년 1월 광주상업고등학교 졸업
- 1975 ~ 1988년 한일은행 근무
- 1988년 9월 ~ 1989년 12월 미국 오리건 대학교 컴퓨터과학 학사
- 1990년 1월 ~ 1991년 6월 미국 오리건 대학교 컴퓨터과학 석사
- 1992년 2월 ~ 1996년 5월 미국 서던캘리포니아 대학교 컴퓨터과학 박사
- 1996년 9월 ~ 1998년 1월 한국외대 제어계측공학과 조교수
- 1998년 1월 ~ 2007년 3월 한국과학기술원 전기 및 전자공학과 부교수
- 1997년 6월 ~ 2007년 12월 티맥스소프트 CTO
- 2008년 1월 ~ 2008년 11월 티맥스소프트 대표이사
- 2008년12월 ~ 2010년 4월 현재 티맥스소프트 회장겸 CTO

## 수상이력
- 1998년 정보통신부장관 표창
- 1999년 국무총리 표창(미들웨어 개발 공적)
- 2001년 상애강의상 우수상
- 2001년 신지식인상
- 2001년 과학기술부장관 표창
- 2003년 Best Paper Award 수상
- 2005년 은탑산업훈장 수훈

## 같이 보기
- 티맥스소프트